# Asiatisk smaragdduva
Asiatisk smaragdduva (Chalcophaps indica) är en fågelart som lever i de tropiska delarna av Asien.

## Utseende, läte och fältkännetecken
Asiatiska smaragdsuvan är en kompakt fågel som kan bli ungefär 25 centimeter lång. Ryggen och vingarna är klart lysande gröna, vingpennorna och stjärten är svarta. Huvudet och undersidan är mörkt rosa. Ögonen är mörk bruna, näbben klarröd och ben och fötter brunaktiga
Hanarna har ett vitt märke på skuldrorna och en grå krona. Honorna saknar båda av dessa utan de är mer bruna till färgen med ett grått märke istället för det vita på skuldrorna. Ungfåglarna teckning påminner om honornas, men de har brun uddformig vattring på kropp och vingfjädrar.
Asiatiska smaragdduvan har ett antal olika läten, till exempel ett nasalt "hoo-hoo-hoon", och ett där sex eller sju hoo som börjar svagt och sedan ökar i styrka.

## Utbredning och systematik
Asiatiska smaragdduvan är en stannfågel som återfinns i ett område som sträcker sig från Pakistan till Sri Lanka till Indonesien. Arten har även introducerats till Hongkong. Arten delas upp i sex underarter med följande utbredning:
- C. i. indica – nominatformen återfinns i ett område som sträcker sig från Indien till Malaysia, och på Filippinerna, i Indonesien och på Västra öarna på Papua Nya Guinea.
- C. i. robinsoni (Stuart Baker, 1928) – är endemisk för Sri Lanka.
- C. i. maxima (Hartert, 1931) – är endemisk för Andamanerna.
- C. i. augusta (Bonaparte, 1855) – är endemisk för Nikobarerna.
- C. i. natalis (Lister, 1889) – är endemsik för Christmas Island i Indiska oceanen.
- C. i. minima (Hartert, 1931) – förekommer på Numfoor, Biak och Num vid nordvästra Nya Guinea

Tidigare behandlades australisk smaragdduva (C. longirostris) som en del av indica, som då kallas smaragdduva.

## Ekologi
Asiatiska smaragdduvan lever i miljöer som, till exempel, täta våta skogar, jordbruksmarker, trädgårdar och mangroveträsk. Den lever antingen ensam, i par eller i mindre grupper. De är ganska stationära fåglar som ofta letar efter fallfrukt på marken. Den tillbringar mesta tiden på marken utom under häckningsperioden. Dess huvudföda utgörs av fröer ifrån ett stort antal plantor och olika sorters frukter. Duvorna är ganska orädda och det är lätta att närma sig. De brukar bygga ett skralt bo av kvistar uppe i något träd där de lägger två krämfärgade ägg. 

## Status och hot
Arten har ett stort utbredningsområde och en stor population, men tros minska i antal till följd av predation från råttor och katter, dock inte tillräckligt kraftigt för att den ska betraktas som hotad. Internationella naturvårdsunionen IUCN kategoriserar därför arten som livskraftig (LC). Världspopulationen har inte uppskattats, men arten beskrivs vanligtvis som vanlig, även om den är sparsam på Java och Bali och ovanlig i Ryukyuöarna.

## I kulturen
Asiatiska smaragdduvan är nationalfågel i Tamil Nadu, Indien.